# Ыстакан-Арыта
Ыстака́н-Арыта́ — небольшой остров на реке Анабар. Территориально относится к Якутии, Россия.
Остров расположен в нижнем течении реки, ближе к левому берегу, около места впадения левого притока Ыстакана. Имеет овальную форму, вытянутую с севера на юг. Поверхность равнинная, юго-западный берег обрывистый. На востоке утёс высотой 5 м. Остров покрыт болотами, имеется небольшое озеро. Западное и северное побережье покрыты лесом.
Соседствует с островом Синнигес-Ары, расположенным выше по течению.